# Höhenberg (Lengdorf)
Höhenberg ist ein Gemeindeteil der Gemeinde Lengdorf im Landkreis Erding in Oberbayern.

## Geografie
Der Weiler liegt zwei Kilometer östlich von Lengdorf.

## Verkehr
Die Bundesautobahn 94 verläuft in 300 Meter Entfernung südlich.